# Massoud Andarabi
Mohammad Massoud (o Masoud) Andarabi (Distrito de Andarab, 24 de abril de 1980) es un militar y político afgano que se desempeñó como Ministro del Interior de ese país.

## Biografía
Nació el 24 de abril de 1980 en la aldea de Deah Salah, en el Distrito de Andarab, en la Provincia de Baglán, en la entonces República Democrática de Afganistán. Posee una licenciatura en Gestión y Tecnología de la Información y una Maestría en Servicios Internacionales.
Posterior a terminar sus estudios, trabajó para varias instituciones internacionales, entre ellas para la Oficina de Desarrollo de la Organización de Naciones Unidas.
Entre diciembre de 2015 y mayo de 2016 se desempeñó como Jefe de la Dirección Nacional de Seguridad (DNS), la agencia de inteligencia de Afganistán. En la DNS también fue vicedirector y Director Adjunto de Operaciones.
En enero de 2019 fue nombrado como Ministro del Interior por el presidente Ashraf Ghani Ahmadzai; su nombramiento fue un intento de aliviar las tensiones políticas en el país, y, como tal su nombramiento fue bien recibido por la mayoría de las fuerzas políticas. Ocupó el cargo hasta marzo de 2021, cuando Ghani lo destituyó por desacuerdos en la política de seguridad y no lograr la captura de un líder criminal que derribó un helicóptero gubernamental.
Tras la caída de la República Islámica de Afganistán por la Ofensiva Talibana de 2021, Andarabi denunció los asesinatos y ejecuciones perpetrados por el régimen talibán.